# شرکت تلفن بل
شرکت تلفن بل (انگلیسی: Bell Telephone Company) شرکت تلفن و خدمات تلگراف آمریکایی بود، که در سال ۱۸۷۷ توسط گاردینر گرین هابرد (پدر همسر الکساندر گراهام بل) در شهر بوستون تأسیس شد. این شرکت در سال ۱۸۷۹ با شرکت تلفن و تلگراف نیوانگلند ادغام گردید و در سال ۱۸۹۹ در پی خریداری توسط شرکت گرامافون، منحل شد.